# Hiroshi Hirakawa
Hiroshi Hirakawa (平川 弘, Hirakawa Hiroshi, Kanagawa, 10 januari 1965) is een Japans voormalig voetballer die als verdediger speelde.

## Clubcarrière
In 1983 ging Hirakawa naar de Juntendo University, waar hij in het schoolteam voetbalde. Nadat hij in 1987 afstudeerde, ging Hirakawa spelen voor Nissan Motors, de voorloper van Yokohama Marinos. Met deze club werd hij in 1988/89 en 1989/90 kampioen van Japan. Hirakawa veroverde er in 1988, 1989 en 1990 de JSL Cup en in 1988, 1989, 1991 en 1992 de Beker van de keizer. In 8 jaar speelde hij er 110 competitiewedstrijden en scoorde 4 goals. Hirakawa speelde tussen 1995 en 1996 voor Yokohama Flügels en Consadole Sapporo. Hirakawa beëindigde zijn spelersloopbaan in 1996.

## Japans voetbalelftal
Hiroshi Hirakawa debuteerde in 1985 in het Japans nationaal elftal en speelde 13 interlands.

## Statistieken
| Japans voetbalelftal | Japans voetbalelftal | Japans voetbalelftal |
| Jaar                 | Wed.                 | Dlp.                 |
| -------------------- | -------------------- | -------------------- |
| 1985                 | 6                    | 0                    |
| 1986                 | 0                    | 0                    |
| 1987                 | 0                    | 0                    |
| 1988                 | 4                    | 0                    |
| 1989                 | 2                    | 0                    |
| 1990                 | 0                    | 0                    |
| 1991                 | 0                    | 0                    |
| 1992                 | 1                    | 0                    |
| Totaal               | 13                   | 0                    |